# 4103 Шахін
4103 Шахін (4103 Chahine) — астероїд головного поясу, відкритий 4 березня 1989 року.
Тіссеранів параметр щодо Юпітера — 3,369.